# Franklin Gutiérrez
Franklin Rafael Gutiérrez (né le 21 février 1983 à Caracas au Venezuela) est un voltigeur des Dodgers de Los Angeles de la Ligue majeure de baseball. 
Il gagne un Gant doré pour ses performances défensives en 2009 avec les Mariners de Seattle.

## Carrière
Recruté en novembre 2000 par les Dodgers de Los Angeles, Gutiérrez commence son parcours en ligues mineures au sein des clubs affiliés à l'organisation des Dodgers. Arrivé au stade du championnat de Double-A, il est échangé le 3 avril 2004 contre le champ extérieur Milton Bradley des Indians de Cleveland.
En 2004, il joue principalement pour les Akron Aeros (AA) mais évolue également à sept reprises avec les Buffalo Bisons. Même programme en 2005 avec cette fois 19 matchs en Triple-A. Gutiérrez fait ses débuts en Ligue majeure lors de cette saison 2005 en participant à sept rencontres pour un seul passage à la batte sous l'uniforme des Indians.
Toujours en phase de formation au sein des Buffalo Bisons avec lesquels il joue 90 parties, Gutiérrez intègre progressivement l'effectif des Indians en participant à 43 matchs pour 136 passages au bâton en trois périodes : du 16 juin au 13 juillet, du 9 au 25 août et jusqu'à la fin de la saison à partir du 5 septembre.
La saison 2007 est celle de la confirmation. Après un début de saison chez les Bills (30 matchs), il rejoint l'effectif actif des Indians et joue 100 matchs pour 271 passages à la batte et 13 coups de circuit. Il devient titulaire en champ droit et dispute même dix matchs en séries éliminatoires. Il joue 134 matchs en 2008 avec les Indians puis passe aux Mariners de Seattle le 11 décembre 2008 à la suite d'un échange impliquant trois franchises et douze joueurs.
En 2009, Gutiérrez connaît sa meilleure saison en offensive avec des sommets personnels de 160 coups sûrs, 85 points marqués, 18 circuits et 70 points produits. Il affiche de plus ses meilleurs moyennes au bâton (,283) et de présence sur les buts (,338) en carrière.
En 2010, Gutiérrez frappe 12 circuits et produit 64 points et remporte un premier Gant doré pour son excellence en défensive au poste de voltigeur.
Gutierrez ne commence pas la saison 2011 en même temps que ses coéquipiers pour des ennuis de santé, des problèmes récurrents à l'estomac l'affligeant depuis le milieu de l'année 2010. Il est incapable de jouer en ligue mineure, où on l'avait assigné pour retrouver la forme, et, malade, est examiné à la Clinique Mayo. Il ne rejoint l'équipe que le 18 mai après avoir reçu un diagnostic de côlon irritable. Gutierrez dispute 92 parties pour les Mariners en 2011, et termine l'année par un autre séjour sur la liste des blessés en septembre, cette fois pour une blessure à l'oblique. Il termine l'année avec de décevants résultats : un seul circuit, 19 points produits et une moyenne au bâton de ,224.
En 2012, Gutiérrez ne joue que 40 parties. Sa saison, qu'il amorce sur la liste des blessés, est encore une fois compromise par une série de problèmes. Le 28 juin, deux semaines après un retour au jeu, il reçoit à la tête une balle lancée par Franklin Morales des Red Sox de Boston, qui tente de le retirer au premier but. Ceci lui vaut une commotion cérébrale. Il frappe pour ,260 avec 4 circuits et 17 points produits lors de ces 40 parties en 2012.
Dès avril 2013, une blessure aux muscles ischio-jambiers envoie Gutiérrez sur la liste des blessés pour la cinquième fois en deux ans. En 41 matchs joués en 2013, il frappe pour ,248 avec 10 coups de circuit.
Gutiérrez paraphe une nouvelle entente d'une saison avec les Mariners le 18 décembre 2013, même s'il n'a disputé que 173 des 486 parties de l'équipe au cours des 3 saisons précédentes.
Alors que s'ouvrent les camps d'entraînement à la mi-février 2014, Gutiérrez informe les Mariners que les symptômes de la maladie gastro-intestinale dont il souffre se sont amplifiés et qu'il ne jouera pas pour un an afin de plutôt s'occuper de sa santé,. Il reçoit de plus un diagnostic de spondylarthrite ankylosante, un problème chronique qui affecte ses hanches et ses membres inférieurs.
Le 26 janvier 2015, il signe avec les Mariners un nouveau contrat des ligues mineures. Gutiérrez est en uniforme pour les Mariners le 24 juin 2015, son premier match depuis le 27 septembre 2013. Il maintient une moyenne au bâton de ,292 en 59 matchs joués pour Seattle en 2015 et frappe 15 circuits, venant bien près d'atteindre son record de 18 réussis en 153 matchs en 2009. Le 11 novembre 2015, les Mariners lui offrent un nouveau contrat d'une saison.
Après avoir joué pour Seattle jusqu'en 2016, il rejoint en 2017 les Dodgers de Los Angeles.